# (13256) Marne
(13256) Marne ist ein Asteroid des Hauptgürtels, der am 26. Juli 1998 vom belgischen Astronomen Eric Walter Elst am La-Silla-Observatorium (IAU-Code 809) der Europäischen Südsternwarte in Chile entdeckt wurde.
Der Asteroid wurde am 9. September 2014 nach der Marne, einem Fluss in Frankreich, der am Plateau von Langres entspringt und nach rund 514 Kilometern bei Charenton-le-Pont, knapp südöstlich von Paris, als rechter Nebenfluss in die Seine mündet.